# Sarah Otto
Sarah Perin Otto (* 23. Oktober 1967) ist eine kanadische Evolutionsbiologin.
Sarah P. Otto studierte an der Stanford University mit dem Bachelor-Abschluss 1988 und der Promotion 1992 bei Marcus Feldman (Evolution in sexual organisms: the role of recombination, ploidy level, and nonrandom mating). Als Post-Doktorandin war sie an der University of Edinburgh bei Nick Barton. Sie wurde 1995 Assistant Professor für Zoologie  an der University of British Columbia (UBC), hatte einen Canada Research Chair in theoretische und experimenteller Evolutionslehre und ist dort Killam Professorin. 2008 bis 2016 leitete sie das Biodiversity Research Centre der UBC.
Sarah Otto untersucht theoretisch die Mechanismen der Evolution in  Modellen der Populationsgenetik, zum Beispiel der Frage wie Gene von Generation zu Generation weitergegeben werden und wie das durch Mechanismen der Evolution beeinflusst wird, der Frage nach dem evolutionären Vorteil sexueller Fortpflanzung und dem von großen Genomen (Polyploidie). Durch Verwendung stochastischer Modelle  konnte sie zeigen, warum sexuelle Fortpflanzung häufig evolutionär von Vorteil ist. Sie konnte auch zeigen, dass mehrfache Genkopien (bei denen die evolutionär weniger vorteilhaften Gene maskiert sind) Vorteile bei Arten mit extensiver sexueller Fortpflanzung. Mit Troy Day schrieb sie ein Standardwerk über mathematische Modelle in der Evolutionsbiologie.
Sie wurde 2006 Fellow der Royal Society of Canada, 2013 Mitglied der National Academy of Sciences und 2016 der American Academy of Arts and Sciences. 2011 war sie MacArthur Fellow und sie war Guggenheim-Fellow (2011), Steacie-Fellow und erhielt einen McDowell Award und 2016 den Weldon Memorial Prize.  2015 erhielt sie den Sewall Wright Award. 2021 erhielt sie die Darwin-Wallace-Medaille. 2024 wurde Otto zum Mitglied der Royal Society gewählt.

## Schriften (Auswahl)
- mit J. Whitton: Polyploid incidence and evolution, Annual Review of Genetics, Band 34, 2000, S. 401–437
- mit T. Lenormand: Resolving the paradox of sex and recombination, Nature Review Genetics, Band 3, 2002, S. 252–261
- mit S. L. Nuismer: Species interactions and the evolution of sex, Science, Band 304, 2004, S. 1018–1020
- mit P. D. Keightley: Interference among deleterious mutations favours sex and recombination in finite populations, Nature, Band 443, 2006, S. 89–92
- mit Troy Day: A Biologist's Guide to Mathematical Modeling in Ecology and Evolution, Princeton UP 2007
- The evolutionary consequences of polyploidy, Cell, Band 131, 2007, S. 452–462
- mit W. P. Maddison, P. E. Midford: Estimating a binary character's effect on speciation and extinction, Systematic Biology, Band 56, 2007, S. 701–710
- The evolutionary enigma of sex, American Naturalist, Band 174, 2009, S. S1–S14
- mit D. C. Lahti u. a.: Relaxed selection in the wild, Trends in Ecology & Evolution, Band 24, 2009, S. 487–496
- mit R. G. Fitzjohn, W. P. Maddison: Estimating trait-dependent speciation and extinction rates from incompletely resolved phylogenies, Systematic Biology, Band 58, 2009, S. 595–611
- mit I. Mayrose u. a.: Recently formed polyploid plants diversify at lower rates, Science, Band 333, 2011, S. 1257–1257
- mit D. Bachtrog u. a.: Sex determination: why so many ways of doing it?, PLoS Biol., Band 12, 2014, S. e1001899